# بازی آدمکش‌ها
بازی آدمکش‌ها (به انگلیسی: Game of Assassins) یک فیلم سینمایی آمریکایی محصول سال ۲۰۱۳ در ژانر فیلم ترسناک به کارگردانی مت اسکندری است.

## بازیگران
وارن کول در نقش دیوید هلار
بای لینگ در نقش کیم لی
جیمه ری نیومن 
داستین نگوین 
نیک لین در نقش تایلر
جود سیکوللا در نقش ویلیام هلار